# Herculéane
Thaumetopoea herculeana
Espèce
La Herculéane (Thaumetopoea herculeana) est une espèce de lépidoptères (papillons) appartenant à la famille des Notodontidae, à la sous-famille des Thaumetopoeinae.
- Répartition : péninsule Ibérique, Afrique du Nord, Moyen-Orient.
- Envergure du mâle : de 17 à 18 mm.
- Période de vol : d’août à novembre.
- Plantes-hôtes : Erodium, Helianthemum et Cistus.

Synonyme :
- Bombyx herculeana Rambur, 1837 protonyme